# Ilaria Lazzari
Ilaria Lazzari (Milano, 24 luglio 1990) è una calciatrice italiana, difensore del Pavia Academy.

## Palmarès
- Campionato italiano di Serie A2: 1

Mozzanica: 2009-2010